# Don Bosco (Basel)

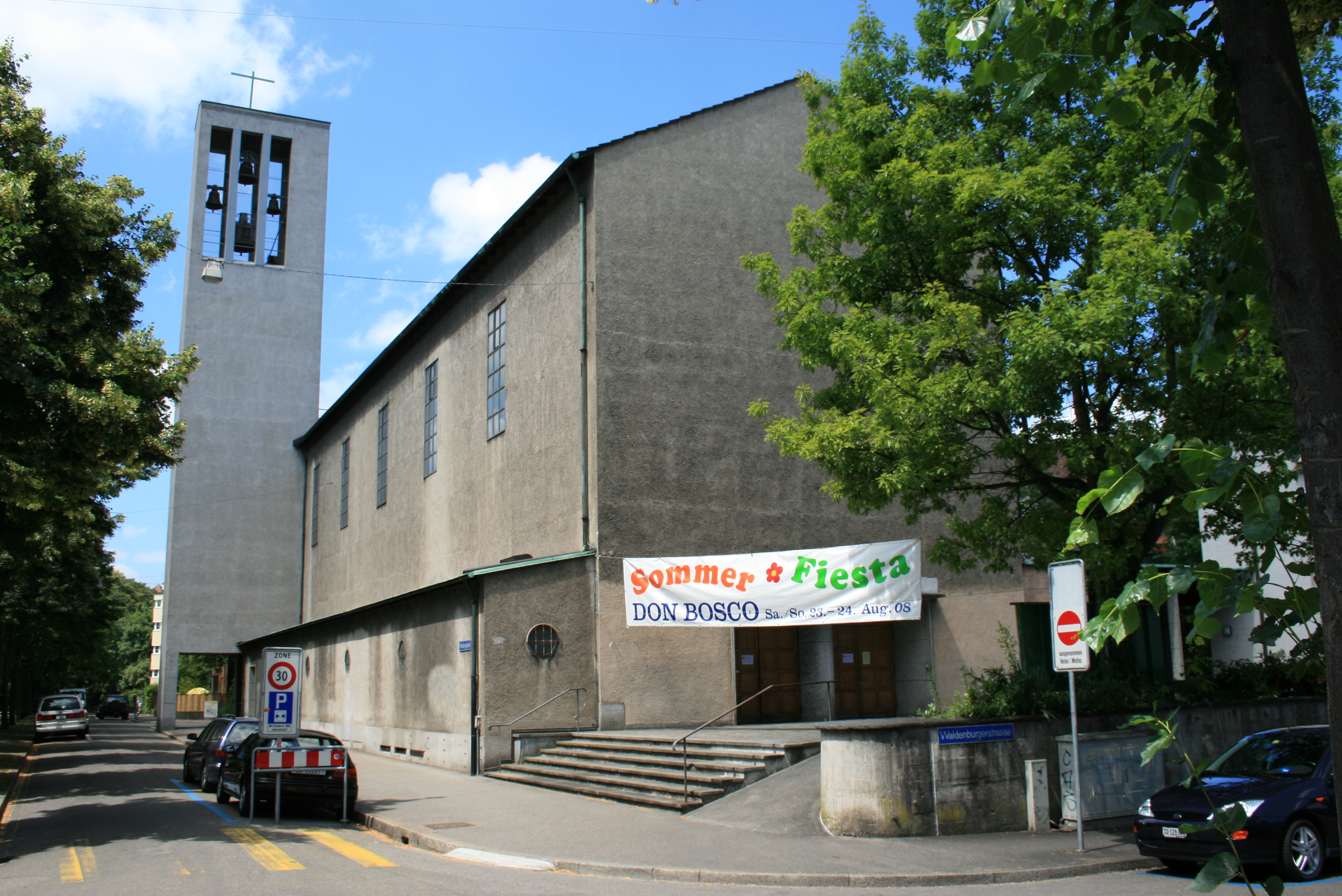
Don-Bosco-Kirche in Basel

Die Kirche Don Bosco ist eine ehemalige römisch-katholische Kirche in der Schweizer Stadt Basel. Sie befindet sich im Stadtteil Breite und war dem Heiligen Don Bosco geweiht. Architekt der 1935 unter Pfarrer Robert Mäder (Pfarrei Heiliggeist) erbauten Kirche war Hermann Baur.
Seit 2010 gehörte die Kirche wie auch die Kirche Bruder Klaus wieder zur Pfarrei Heiliggeist. Die Kirche Don Bosco ist seit Juli 2013 geschlossen und wurde im September 2016 profaniert. Sie soll künftig weltlichen Nutzungen dienen. Der Glockenturm des denkmalgeschützten Gebäudes ist sanierungsbedürftig.